# Xosé María Dobarro
Xosé María Dobarro Paz (Ferrol, 7 de octubre de 1950) es un profesor, escritor e investigador de la literatura gallega.

## Trayectoria
Estudió en la Universidad de Santiago de Compostela y es profesor de Lengua y Literatura Gallega en la Universidad de La Coruña. Ha colaborado con múltiples artículos en revistas literarias gallegas como A Nosa Terra, Luzes de Galiza, Boletín da Real Academia Galega, Cuadernos de Estudios Gallegos, Anuario de Estudios Literarios Galegos y Grial.
Militó en la AN-PG, la UPG y el BNG, así como en el sindicalismo nacionalista (ING, INTG y CIG).

## Obra

### En gallego

#### Ediciones
- Terra Chá, de Manuel María, 1989, Edicións Xerais de Galicia.
- A rosa de cen follas, de Ramón Cabanillas, 1993, Edicións Xerais de Galicia.

### Obras colectivas
- 33 aproximacións à literatura e á lingua galegas, 1984, con Pilar García Negro, Ediciós do Castro.
- A domeadora, de Antón Losada Diéguez, 1985, con Pilar García Negro, Cadernos da Escola Dramática Galega.
- O fidalgo: (contén unhas memorias sintéticas do autor), de Xesús San Luís Romero, 1986, con Pilar García Negro, Edicións do Castro.
- Catecismo do labrego, de Valentín Lamas Carvajal, 1987, con Manuel Ferreiro e Carlos Paulo Martínez Pereiro, Vía Láctea.
- Literatura galego-portuguesa medieval, 1987, Vía Láctea Editorial.
- Maxina ou a filla espúrea, de Marcial Valladares, 1987, con Manuel Ferreiro e Carlos Paulo Martínez Pereiro, Vía Láctea Editorial.
- Literatura galega: séculos escuros e Rexurdimento, 1988, Vía Láctea Editorial.
- Novos exercicios de estilo, 2000, Universidade da Coruña. Con Luciano Rodríguez Gómez.
- Xosé Luís Méndez Ferrín, o home, o escritor, 2002, Universidade da Coruña. Con Luciano Rodríguez Gómez.
- Alma de beiramar, 2003, Asociación de Escritoras e Escritores en Lingua Galega.
- Ánxel Casal (1895-1936): textos e documentos, 2003, con Ernesto Vázquez Souza, Ediciós do Castro.
- Cinco impactos poéticos en ditadura, 2005, Universidade da Coruña. Con Luciano Rodríguez Gómez.
- Poesía galega completa, de Ramón Cabanillas, 2009, con Xosé Ramón Pena, Xerais.
- Unha cesta de pombas e mazás. Homenaxe a Isaac Díaz Pardo, 2013, Academia Real Isaac Díaz Pardo.

### En castellano

#### Ediciones
- Obras literarias en castellano, de Álvaro Cunqueiro, 2006, Fundación José Antonio de Castro, Madrid.

## Premios
- 2022 : Premio Ramón Cabanillas otorgado por las librerías Ramón Cabanillas e Contos y el Ayuntamiento de Cambados.[2]